# Vila Hanse a Else Stratilových
Vila Hanse a Else Stratilových je novoklasicistní vila čp. 591 v Olomouci, kterou postavil v roce 1933 architekt Hans Stratil na nároží ulic Hraniční a Čajkovského. Stavba je zapsanou kulturní památkou České republiky.

## Historie
V roce 1933 zakoupil architekt Hans Stratil od Vladimíra Hrubana severozápadní část parku, který patřil k vile Františky Lipčíkové. Na jejím místě postavil symetrickou dvojvilu. V jedné části bydlel sám architekt se svou manželkou Else, zde měl také svůj ateliér. Ve druhé části pak bydlel jeho bratr Franz Stratil (1897–1983).
Horizontálně orientované průčelí je členěno vertikálami oken, sloupů a pilastrů. Pískovcové sloupy nesou rovněž balkony. Přízemí propojil Stratil se zahradou výraznou kamennou terasou, typickou pro jeho tvorbu.
Po roce 1948 byl ve vile umístěn dům pionýrů, osvětové středisko a okresní kulturní středisko. Do zahrady za vilou byla umístěna přístavba kulturního sálu, která byla spojena s vilou pomocí kryté spojovací chodby. Po roce 1990 se pokoušeli vilu získat zpět dědicové rodiny Stratilových. Soudní spory trvaly až do roku 2009. Žádný z majitelů do údržby vily neinvestoval a památka byla zdevastována vandaly a bezdomovci.